# Каспаза-6
CASP6 (англ. Caspase 6) – білок, який кодується однойменним геном, розташованим у людей на короткому плечі 4-ї хромосоми.  Довжина поліпептидного ланцюга білка становить 293 амінокислот, а молекулярна маса — 33 310.
| 10         |  | 20         |  | 30         |  | 40         |  | 50         |
| ---------- |  | ---------- |  | ---------- |  | ---------- |  | ---------- |
| MSSASGLRRG |  | HPAGGEENMT |  | ETDAFYKREM |  | FDPAEKYKMD |  | HRRRGIALIF |
| NHERFFWHLT |  | LPERRGTCAD |  | RDNLTRRFSD |  | LGFEVKCFND |  | LKAEELLLKI |
| HEVSTVSHAD |  | ADCFVCVFLS |  | HGEGNHIYAY |  | DAKIEIQTLT |  | GLFKGDKCHS |
| LVGKPKIFII |  | QACRGNQHDV |  | PVIPLDVVDN |  | QTEKLDTNIT |  | EVDAASVYTL |
| PAGADFLMCY |  | SVAEGYYSHR |  | ETVNGSWYIQ |  | DLCEMLGKYG |  | SSLEFTELLT |
| LVNRKVSQRR |  | VDFCKDPSAI |  | GKKQVPCFAS |  | MLTKKLHFFP |  | KSN        |

A: Аланін

C: Цистеїн

D: Аспарагінова кислота

E: Глутамінова кислота

F: Фенілаланін

G: Гліцин

H: Гістидин

I: Ізолейцин

K: Лізин

L: Лейцин

M: Метіонін

N: Аспарагін

P: Пролін

Q: Глутамін

R: Аргінін

S: Серин

T: Треонін

V: Валін

W: Триптофан

Кодований геном білок за функціями належить до гідролаз, протеаз, тіолових протеаз, фосфопротеїнів. 
Задіяний у таких біологічних процесах як апоптоз, поліморфізм, альтернативний сплайсинг. 
Локалізований у цитоплазмі.